# ルカシュ・クルパレク
- ルーカス・クラパレク
- ルカシュ・クルパレク
- ルカーシュ・クルパレク
- ルカーシュ・クルパーレク

ルカシュ・クルパレク（チェコ語: Lukáš Krpálek、1990年11月15日 - ）は、チェコ出身の男子柔道家。階級は100kg超級。チェコ語の発音に近いのは「ルカーシュ・クルパーレク」である。
オリンピックの柔道競技で、チェコに史上初となる金メダルをもたらした。

## 来歴
クルパレクは7歳の時に「空手」を始めたが、2ヶ月たって自分の取り組んでいる競技が実は空手ではなく柔道だとようやく認識したものの、空手には移行せず柔道を続けることにした。
2009年と2010年の世界ジュニアで2連覇を達成した。2011年にはシニアの世界選手権で3位となっている。
2012年のロンドンオリンピックでは2回戦で日本の穴井隆将と対戦し横四方固で破るが、準々決勝においてこの階級で金メダルを獲得したロシアのタギル・ハイブラエフに後袈裟固で敗れるなどして7位に終わり、メダル獲得はならなかった。
2013年の世界選手権では準決勝でオランダのヘンク・フロルに小外掛で敗れたが、3位決定戦で日本の小野卓志を有効で破って3位になった。2014年の世界選手権では決勝でキューバのホセ・アルメンテロスを縦四方固で破り優勝を飾った。しかし、2015年の世界選手権では5位に終わった。2016年のリオデジャネイロオリンピックでは準々決勝で日本の羽賀龍之介を指導2で破るなどして決勝に進むと、決勝でもアゼルバイジャンのエルマール・ガシモフに大内刈で一本勝ちして金メダルを獲得した。なお、チェコ勢としては五輪柔道初のメダルとなった。その後100kg超級に階級を上げるが、2017年のグランプリ・デュッセルドルフでは準々決勝で影浦心に背負投で敗れるなどして5位だった。ヨーロッパ選手権では3位だったが、世界選手権にはケガで出場しなかった。グランドスラム・東京では準決勝で影浦を隅返で破るが、決勝では小川雄勢と対戦するとGSを含めて14分半もの戦いの末に指導2で敗れて2位だった。2018年のヨーロッパ選手権では優勝したが、世界選手権では5位に終わった。グランドスラム・アブダビの決勝ではイナル・タソエフに開始僅か5秒で一本負けを喫して2位だった。グランドスラム・大阪では準決勝で影浦を腕挫十字固で破るも、決勝でフロルに技ありで敗れて2位だった。2019年のグランプリ・モントリオールではフランスのテディ・リネールにGSに入ってから払腰の技ありで敗れて3位だった。東京で開催された世界選手権では決勝で原沢久喜に8分近い戦いの末に反則勝ちして、2014年に100㎏級で優勝したのに続いて2階級制覇を達成した。グランドスラム・ブラジリアでは準決勝でリネールに反則負けして3位だった。ワールドマスターズでは準々決勝で影浦に反則勝ちするも、原沢との決勝は棄権して2位となった。2021年7月に日本武道館で開催された東京オリンピックでは準決勝で原沢を技ありで破ると、決勝ではジョージアのグラム・ツシシビリを合技で破り、ウィレム・ルスカとバルデマール・レジェンに次ぐ史上3人目のオリンピック2階級制覇を達成した。なお、オリンピック及び世界選手権を2階級制覇した初めての選手となった。 2023年からは階級を100㎏級に下げると、グランプリ・アルマダで3位になった。2023年の世界選手権では準決勝でアゼルバイジャンのゼリム・コツォイエフにヘッドダイブの反則勝ちを収めるも、決勝では中立の立場で出場したロシアのアルマン・アダミアンに反則負けを喫して2位だった。その後階級を100㎏超級に戻すと、2024年の世界選手権では5位だった。パリオリンピックでは2回戦で斉藤立に内股で敗れてオリンピック3連覇はならなかった。
憧れの柔道家として井上康生の名前を挙げている。
- IJF世界ランキングは3202ポイント獲得で5位となっている(25/3/17現在)[16]。

## 主な戦績
- 2006年 - ヨーロッパカデ選手権　2位(90kg級)

100kg級での戦績
- 2007年 - ヨーロッパジュニア　5位
- 2008年 - ヨーロッパジュニア　優勝
- 2008年 - 世界ジュニア　優勝
- 2009年 - ベルギー国際　優勝
- 2009年 - ワールドカップ・ブカレスト　優勝
- 2009年 - ヨーロッパジュニア　2位
- 2009年 - 世界ジュニア　優勝
- 2009年 - ワールドカップ・スウォン　3位
- 2009年 - グランドスラム・東京　3位
- 2010年 - グランプリ・デュッセルドルフ　2位
- 2010年 - ワールドカップ・プラハ　3位
- 2010年 - グランプリ・チュニス　5位
- 2010年 - ワールドカップ・リスボン　優勝
- 2010年 - ワールドカップ・ウランバートル　5位
- 2010年 - グランプリ・ロッテルダム　5位
- 2010年 - グランプリ・アブダビ　3位
- 2011年 - グランプリ・デュッセルドルフ　3位
- 2011年 - ヨーロッパ選手権　5位
- 2011年 - グランプリ・バクー　5位
- 2011年 - ワールドカップ・ブカレスト　優勝
- 2011年 - ワールドカップ・マイアミ　優勝
- 2011年 - ワールドカップ・サンサルバドル　優勝
- 2011年 - 世界選手権　3位
- 2011年 - グランプリ・アムステルダム　5位
- 2011年 - グランドスラム・東京　5位
- 2012年 - ワールドカップ・プラハ　優勝
- 2012年 - ワールドカップ・マドリード　2位
- 2012年 - ロンドンオリンピック　7位
- 2012年 - U23ヨーロッパ選手権　優勝
- 2013年 - グランドスラム・パリ　優勝
- 2013年 - グランプリ・サムスン　3位
- 2013年 - ヨーロッパ選手権　優勝
- 2013年 - ユニバーシアード　100kg級　優勝　無差別　優勝
- 2013年 - 世界選手権　3位
- 2013年 - グランドスラム・東京　優勝
- 2014年 - グランドスラム・パリ　2位
- 2014年 - ヨーロッパオープン・プラハ　優勝
- 2014年 - ヨーロッパ選手権　優勝
- 2014年 - 世界選手権　優勝
- 2015年 - グランプリ・ザグレブ　3位
- 2015年 - ワールドマスターズ　2位
- 2015年 - ヨーロッパ競技大会　2位
- 2015年 - 世界選手権　5位
- 2015年 - グランドスラム・パリ　3位
- 2015年 - グランドスラム・アブダビ　2位
- 2016年 - ヨーロッパオープン・プラハ　優勝
- 2016年 -　ワールドマスターズ　3位
- 2016年 - リオデジャネイロオリンピック 優勝

100kg超級での戦績
- 2017年 -　グランプリ・デュッセルドルフ　5位
- 2017年 -　グランプリ・アンタルヤ　優勝
- 2017年 - ヨーロッパ選手権　3位
- 2017年 -　グランプリ・フフホト　優勝
- 2017年 -　グランドスラム・東京　2位
- 2018年 -　グランドスラム・パリ　3位
- 2018年 -　ヨーロッパオープン・プラハ　3位
- 2018年 - ヨーロッパ選手権　優勝
- 2018年 -　世界選手権　5位
- 2018年 -　グランプリ・カンクン　優勝
- 2018年 -　グランドスラム・アブダビ　2位
- 2018年 -　グランドスラム・大阪　2位
- 2019年 - グランプリ・アンタルヤ　3位
- 2019年 - グランプリ・フフホト　3位
- 2019年 - グランプリ・モントリオール　3位
- 2019年 - 世界選手権　優勝
- 2019年 -　グランドスラム・ブラジリア　3位
- 2019年 -　ワールドマスターズ　2位
- 2020年 - ヨーロッパ選手権　5位
- 2021年 - ヨーロッパオープン・プラハ　優勝
- 2021年 -　グランドスラム・アンタルヤ　3位
- 2021年 -　ヨーロッパ選手権　3位
- 2021年 -　東京オリンピック　優勝
- 2022年 -　グランプリ・ザグレブ 7位
- 2022年 -　グランドスラム・アブダビ　優勝

100kg級での戦績
- 2023年 -　グランプリ・アルマダ　3位
- 2023年 -　世界選手権　2位

100kg超級での戦績
- 2023年 -　グランプリ・リンツ　優勝
- 2023年 -　グランプリ・ザグレブ　優勝
- 2023年 -　グランドスラム・東京　3位
- 2024年 -　グランプリ・リンツ　優勝
- 2024年 - 世界選手権　5位
- 2025年 - グランプリ・リンツ 2位
- 2025年 -　ヨーロッパ選手権　3位
- 2025年 - 世界選手権　7位

(出典、JudoInside.com)